# The Ritual (pel·lícula de 2017)
The Ritual  és una pel·lícula de terror psicològic i sobrenatural britànica del 2017 dirigida per David Bruckner i escrita per Joe Barton. Basada en la novel·la homònima del 2011 d'Adam Nevill, la pel·lícula és protagonitzada per Rafe Spall, Arsher Ali, Robert James-Collier, i Sam Troughton com a quatre amics en una excursió per un bosc primari suec, es troben amb una antiga presència malvada.
Després de la seva estrena mundial al Festival Internacional de Cinema de Toronto el 8 de setembre de 2017, The Ritual va ser llançat per eOne al Regne Unit el 13 d'octubre.

## Argumentt
En un pub, cinc amics (Phil, Dom, Hutch, Luke i Rob) discuteixen els plans per a unes vacances. Rob suggereix fer senderisme a Suècia però és rebutjat. Després, en Luke i en Rob marxen per comprar alcohol, però es veuen involucrats en un robatori que aviat es torna violent. Mentre Luke s'amaga, els lladres assetgen i finalment maten en Rob.
Sis mesos més tard, els quatre restants comencen un viatge de senderisme pel Kungsleden al nord de Suècia en memòria d'en Rob. Després que en Dom es lesioni el genoll, Hutch suggereix tallar pel bosc en lloc de seguir el camí marcat. En Luke està en contra, però en Dom insisteix que si hi ha una drecera, haurien d'utilitzar-la. En entrar al bosc, el grup es troba amb un uapití eviscerat i penjat, i símbols misteriosos tallats als arbres.
A la nit, una pluja torrencial els obliga a refugiar-se en una cabana abandonada. Troben collarets amb símbols similars i una efígie d'un tors humà decapitat fet de branques, amb cornaments per  mans. Durant la nit, Luke té un malson sobre el robatori. L'endemà al matí, es desperten i troben el pit d'en Luke sagnant per ferides de punxades, en Hutch cridant de terror i després d'haver-se mullat, un Dom catatònic cridant per la seva dona Gayle i un Phil nu resant a l'efígie. Pertorbat, el grup intenta sortir del bosc per una pista lateral que no es mostra al mapa, malgrat les protestes d'en Luke. Mentre discerneix la seva ubicació, Luke veu una gran figura entre els arbres, però Dom dubta d'ell. En la seva discussió posterior, Luke afirma que no estarien al bosc si no fos per Dom i Dom diu en Luke que va ser un covard per deixar morir en Rob.
Mentre continuen caminant, troben una tenda abandonada coberta de fullatge, amb una motxilla i una cartera que té una targeta de crèdit que va caducar el 1984. Tothom, menys en Hutch, ho veu com un mal senyal, però Hutch diu que han d'estar a prop de l'alberg i en un camí que fan servir els altres. Més tard aquella nit, el grup és despertat pels crits de Phil. Hutch ha desaparegut i la seva tenda s'ha ensorrat parcialment. Els tres restants el busquen, però a l'alba s'adonen que s'han perdut. Finalment, troben un Hutch eviscerat empalat a les branques d'un arbre i li donen un enterrament improvisat. Al voltant de la posta de sol, Phil és atacat i arrossegat per una criatura invisible. Luke i Dom fugen. Troben un camí amb torxes que condueix a un petit assentament. En entrar precipitadament a una casa de camp, queden inconscients.
En Luke i en Dom es desperten i es troben lligats en un soterrani. Una dona gran inspecciona les ferides del pit de Luke, revelant que porta una marca similar. Dos homes arrosseguen en Dom amunt i després el retornen, colpejat i contusionat, al soterrani. Dom diu que serà sacrificat a la criatura i insta a Luke a fugir. Més tard, mentre Dom és lligat fora per la gent del poble, Luke comença a alliberar-se de les restriccions. Enmig del ritual, Dom al·lucina la seva dona que emergeix del bosc, només per adonar-se que és la criatura mentre l'agafa i l'empala en un arbre proper.
Una dona jove explica a Luke que la criatura és el jötunn gegant semblant a un cérvol jötunn "Moder", una antiga entitat semblant a un déu i descendent de Loki que atorga el culte a la immortalitat a canvi de sacrificis. Luke ha d'adorar a Moder o ser sacrificat. Després de marxar, Luke s'allibera i fuig a dalt. Armat amb una torxa, Luke troba una congregació d'adoradors de la momificació que comencen a moure's i els incendia, cremant la cabana i atraient Moder. En Luke troba un rifle de caça i baixa les escales, matant un membre del culte i agafant una destral. El jötunn enfurismat mata la jove mentre Luke li dispara i escapa.
Moder persegueix en Luke, paralitzant la seva ment amb al·lucionacions de la mort d'en Rob abans d'atrapar-lo i obligar-lo a posar-se de genolls. Luke es nega a sotmetre's, el colpeja amb la destral i després fuig. Corre cap al turó, veient raigs de sol, i emergeix en un camp obert. Incapaç de sortir del bosc, Moder rugeix enfadat. En Luke crida amb triomf i es dirigeix cap a una carretera asfaltada.

## Repartiment
- Rafe Spall com a Luke
- Arsher Ali com a Phil
- Robert James-Collier com a Hutch
- Sam Troughton com a Dom
- Paul Reid com a Robert
- Maria Erwolter com a l’Hoste
- Hilary Reeves com el curat
- Francesca Mula com la bruixa
- Matthew Needham com el ionqui

## Producció
La pel·lícula es va rodar als Carpats de Romania.
La partitura de la pel·lícula va ser composta per l'amic i col·laborador freqüent de David Bruckner, Ben Lovett. Lovett també va escriure la pel·lícula de Bruckner del 2007 The Signal i The Night House del 2020.

## Estrena
The Ritual es va estrenar el setembre de 2017 al Festival Internacional de Cinema de Toronto, on els seus drets de distribució internacional es van vendre a Netflix per 4,75 milions de dòlars. La pel·lícula es va estrenar al Regne Unit per eOne Films el 13 d'octubre de 2017 i va recaptar més d'1 milió de dòlars durant el seu recorregut per sales. Més tard es va llançar a Netflix el 9 de febrer de 2018.

### Recepció crítica
Al lloc web de l'agregador de ressenyes Rotten Tomatoes, la pel·lícula té un índex d'aprovació del 74% basat en 96 ressenyes i una valoració mitjana de 6,1/10. El consens crític del lloc web diu: "El director David Bruckner fa un ús evocador de l'entorn escandinau i un repartiment dedicat per oferir una història de terror bonica, encara que familiar." A Metacritic, la pel·lícula té una puntuació mitjana ponderada de 57 sobre 100, basada en 18 crítics, que indica "crítiques mixtes o mitjanes".
Katie Walsh de Los Angeles Times va elogiar la pel·lícula i va dir que era "eficient i altament eficaç en el seu estil, confiant en el so, el disseny de producció esgarrifós i la por i els errors de judici dels homes per crear la sensació de perdició generalitzada." L’escriptor de RogerEbert.com Simon Abrams va puntuar la pel·lícula amb un 2/4, dient "El tipus de pel·lícula de terror més decebedora: del tipus que és massa intel·ligent per ser tan tonta." Kyle Kohner de The Playlist va donar a la pel·lícula una crítica negativa, dient: "David Bruckner tenia tots els ingredients per a una obra mestra de terror: plans enganyosament escènics en un desert, una gran camaraderia amb els personatges, una atmosfera/escenari terrible, però The Ritual ha perdut l’oportunitat."

### Premis
Al L Festival Internacional de Cinema Fantàstic de Catalunya li va atorgar el premi al millor actor a Rafe Spall.